# 4-(2,4-dichloorfenoxy)butaanzuur
4-(2,4-dichloorfenoxy)-butaanzuur, meestal afgekort tot 2,4-DB en vaak ook semi-triviaal als 4-(2,4-Dichloorfenoxy)-boterzuur benoemd, is een selectief systemisch fenoxy-herbicide waarmee zowel eenjarige als meerjarige onkruiden bestreden worden in alfalfa, pinda, sojaboon, en andere gewassen. Het actieve metaboliet, 2,4-D verhindert de groei van de stengel- en worteltop.

## Toxicologie en veiligheid
De verbinding wordt als enigszins toxisch beschouwd: er is enige aanwijzing voor toxiciteit in honden en katten, wat zich uit in een verminderd lichaamsgewicht en een kleiner aantal jongen bij een langdurige dosering van 25-80 milligram per kilogram lichaamsgewicht, voor vissen is de verbinding tamelijk giftig. De testen van carcinogeniteit zijn niet eenduidig.